# Abborrsjön (Los socken, Hälsingland)
Abborrsjön är en sjö i Ljusdals kommun i Hälsingland och ingår i Dalälvens huvudavrinningsområde. Sjön är 7,1 meter djup, har en yta på 0,386 kvadratkilometer och är belägen 533,2 meter över havet.

## Delavrinningsområde
Abborrsjön ingår i det delavrinningsområde (683035-144087) som SMHI kallar för Mynnar i Orsälven. Medelhöjden är 519 meter över havet och ytan är 23,53 kvadratkilometer. Räknas de 5 avrinningsområdena uppströms in blir den ackumulerade arean 49,62 kvadratkilometer. Skogssjöån som avvattnar avrinningsområdet har biflödesordning 3, vilket innebär att vattnet flödar genom totalt 3 vattendrag innan det når havet efter 436 kilometer. Avrinningsområdet består mestadels av skog (81 procent). Avrinningsområdet har 0,82 kvadratkilometer vattenytor vilket ger det en sjöprocent på 3,5 procent.